# Lars Bent Petersen
Lars Bent Petersen (født 21. marts 1964 i København) er en dansk billedhugger og installationskunstner. Han er uddannet ved Det Kongelige Danske Kunstakademi, København (1985 – 1992). Repræsenteret på bl.a. Kastrupgårdsamlingen og Esbjerg Kunstmuseum. Medstifter og redaktør af Åndsindustri 1988 – 1991. Har modtaget legater fra bl.a. Hafnia Fondet og Statens Kunstfond. Lærer på Det Fynske Kunstakademi fra 1999-2006. Fra 2006 studieleder ved det Kongelige Danske Kunstakademi. Lars Bent Petersens særlige interessefelt er konceptuelle og installatoriske praksisser.

## Udvalgte separatudstillinger
- Baghuset Galleri, København 1987
- Krasnapolsky, København 1988
- "We are the world", Baghuset Galleri, København 1991
- Wurst showroom, København 1991
- Galleri Tommy Lund, Odense 1993
- Galleri Høgsberg, Aarhus 1994
- Saga Basement, (Sammen med Tommy Støckel), København 1994
- "udvalgte arbejder 1989 – 1995", Stalke Kunsthandel, København 1995
- Max Mundus, København 1995
- Galleri Tommy Lund, Odense 1996
- Campbells Occacionally, København 1996
- Galleri Leger 2, (Sammen med Eva Larsson), Malmø, Sverige 1996
- "efter 1973", Galleri Søren Houmann, København 1997
- Zoo Lounge, Oslo, Norge 1997
- Galleri Stalke, Copenhagen, Danmark 1998
- Galleri Stalke, Frankfurt Art Fair, (co/lab.), Tyskland 1998
- Galleri Stalke, Art Forum (co/lab.), Berlin, Tyskland 1998
- Andersens Wohnung, Berlin, Tyskland 1999
- Galleri Tommy Lund, København, Danmark 2000
- I-N-K, København, (co/lab), Danmark 2001
- Overgaden, København, Danmark 2002
- Esbjerg Kunstmuseum, Danmark (september) 2002

## Udvalgte gruppeudstillinger
- Baghuset Galleri, København 1988
- Charlottenborgs Efterårsudstilling, København 1988
- Baghuset Galleri, København 1989
- Overgaden, Kulturministeriets udstillingshus for nutidig kunst, København 1989
- Stalke Galleri, København 1989
- Charlottenborgs Forårsudstilling, København 1989
- Galleri Rubin & Magnussen, København 1989
- "Benefit show", Baghuset Galleri, København 1990
- "Luxury culture", Sophienholm, København 1990
- "Edition Benveniste", Horsens Kunstmuseum 1990
- "Edition Benveniste", Baghuset Galleri, København 1990
- "Trafiklyrik", Bizart, København 1990
- "Usage- Valur- Identite", Clermont- Ferrand, Frankrig 1990
- "Gallery artists", Baghuset Galleri, København 1991
- Stalke out of space, Stockholm Art fair, Sverige 1991
- Fredericia kunst & litteraturforening 1991
- "Rivegilde", Nikolaj Copenhagen Contempoary Art Center 1991
- "Something insincere", Baghuset Galleri, København 1991
- "Tryg" Krasnapolsky, København 1991
- "Gadetegn", Bizart, Ny Carlsbergs Glyptotekets Have og København 1991
- "Happy hour", Galleri Specta, Aarhus 1991
- "Ny dansk kunst, arbejder på papir", Galleri Jespersen, Odense 1992
- "Kronen på Værket", Kunst i byen, København 1992
- "Paradise Europe", Billboardprojekt København 1992
- "Baghuset", Aarhus Kunstmuseum 1992
- "Den Gyldne", Charlottenborg, København 1992
- Galleri Specta, Aarhus 1992
- "Germination 7, Europæisk ungdomsbiennale", Magasin, Grenoble Frankrig 1992
- "Praktisk Avantgarde", Herning Kunstmuseum 1993
- Franz Pedersens Kunsthandel, Horsens 1993
- "Group show #1", Krasnapolsky, København 1993
- "Germination 7", Kunstforeningen, København 1993
- "Sommerudstilling", Franz Pedersens Kunsthandel, Horsens 1993
- "10 års jubilæums Udstilling", Stalke Kunsthandel, København 1993
- "Chok nordsjælland", Projektrum Nordsjælland, Hornbæk 1993
- "Gemak", Gallerie Michael Andersen, København 1993
- "Blackbox", Globe, København 1993
- "Åbningsudstilling", Galleri Nikolaj Wallner, København 1993
- "17:00 cet", Stalke out of space, København 1993
- "Exclusion", Consul, Aarhus 1993
- Franz Pedersens Kunsthandel, Horsens 1994
- Stalke Kunsthandel, København 1994
- Galleri Nikolaj Wallner, 1994
- "Smart Show", Stockholm, Sverige 1994
- "Glasbox", Malmø Kunstmuseum Km2, Sverige 1994
- "Off Limits 2071", Fazerhuset Malmø, Sverige 1994
- "Projekt i Gammelbyen", Oslo, Norge 1994
- "Transhistorie", Kunstforeningen Gl. Stand, København 1994
- "No Vacancies", Austellungsraum Hannau Landerstrasse Frankfurt, Tyskland 1994
- "Something's wrong", Nikolaj Kirke, København 1994
- Charlottenborgs Efterårsudstilling, København 1994
- "Europe rediscovered", Mf Kronborg, København 1994
- "Blik på 90'er kunst", Æglageret, Holbæk 1994
- "Kunst, kunst, Kunst", Kunstforeningen Gl. Strand, København 1994
- "Flower power", Banegården, Åbenrå 1995
- "Art against AIDS", Gallerie Michael Andersen/Galleri Nikolaj Wallner, København 1995
- "Maleri efter maleri", Kastrupgårdsamlingen, København 1995
- "Party art/ Bad curating", Nikolaj Reeckes Lejlighed, København 1995
- "Double Circle", Saga Basement, København 1995
- "Meningsdannelse 2", Nikolaj Copenhagen Contempoary Art Center 1996
- "Update", Turbinenhallen, København 1996
- "Foto", Galleri Tommy Lund, Odense 1996
- "Hej hvordan går det? Det går meget godt", Rådskælderen, København 1996
- "Between you and me", Overgaden Kulturministeriets udstillingshus for nutidig kunst, København 1996
- "Abstract art", Forumgalleriet Malmø, Sverige 1996
- "Åbningsudstilling", Galleri Søren Houmann, København 1996
- "Dansk skulptur i 125 år", Horsens Kunstmuseum 1996
- "Virvar", Klosterbakkens udstillingslokale, Odense 1997
- "Do it yourself", Briks and Kicks, Wien 1997
- "Koordineret inredning", Galleri Tre/Axel Mörner, Stockholm 1997
- "I modernismens labyrint", Esbjerg Kunstmuseum 1997
- "Ex-centrics", Waves, Vordingborg 1997
- "biennale for smaa skulpturer", murska sobota, Slovenien 1997
- videotek Rum 46, Århus 1998
- "Underground", Galleri Asbæk, København 1998
- "Non-painters-paintings", Gallerie BERLINTOKYO, Berlin, Tyskland 1998
- "rsc", frø, Berlin, Tyskland 1998
- Andersens Wohnung, Berlin, Tyskland 1998
- "wrapped", Vestsjællands Kunstmuseum, Sorø 1998
- "contempory danish photo works", Galleri Tommy Lund, Odense 1998
- "Anarchitecture", Stichting de Appel, (co/lab.) Amsterdam, Holland 1999
- "amar-anebølle", Gallery Tommy Lund, København 1999
- "stedet 2", Køge Kunstmuseums Skitsesamling, Danmark 1999
- "På sporet af", Nikolaj Kirke, København,2000
- Sparwasser HQ, Berlin, Tyskland 2000
- Esplanden, København 2001
- Galleri Tommy Lund, København 2001
- Chicago Art Fair 2001
- Göteborg 2001
- Artforum Berlin 2001

## Eksterne links
- Lars Bent Petersen på Kunstindeks Danmark/Weilbachs Kunstnerleksikon